# Lsh
lsh ist eine freie Implementierung des Secure-Shell-Protokolls Version 2 (SSH), die das Server- und das Client-Programm enthält. Es beherrscht SRP wie in secsh-srp spezifiziert, sowie public-key Authentifizierung. Kerberos wird teilweise auch unterstützt, momentan jedoch nur mit Passwort-Überprüfung, nicht die SSO-Methode.
lsh wurde von Grund auf neu geschrieben und ist älter als OpenSSH, eine bekanntere Alternative.